# Eidsvolls plass
Der Eidsvolls plass (deutsch Eidsvoll-Platz) ist ein Platz und Park in der norwegischen Hauptstadt Oslo. Er liegt vor dem Gebäude des Nationalparlaments Storting im Osloer Stadtzentrum, dem Sentrum. Wegen seiner Lage werden auf dem Platz häufig Demonstrationen abgehalten und es wurden dort Statuen für mehrere bedeutende Personen der norwegischen Geschichte errichtet.

## Lage
Der Eidsvolls plass liegt im Osloer Sentrum. Im Nordosten wird der Platz von der Prachtstraße Karl Johans gate begrenzt, im Südwesten von der Stortingsgata und im Nordwesten von der Roald Amundsens gate. Von der Rosenkrantz’ gate wird die Anlage in der Richtung von Südwesten nach Nordosten geteilt. Im Südosten des Platzes liegt das Stortingsgebäude und der Teil des Platzes im Osten der Rosenkrantz’ gate gilt als eine Art Vorplatz für das Storting. Gegenüber der Roald Amundsens gate liegt das Nationaltheatret und der Park Studenterlunden. Die Auffahrt von der Stortingsgata und der Karl Johans gate zum Storting trägt den Namen Løvebakken. Der Name wird auch als Synonym für das Storting verwendet.
Die beiden Teile des Eidsvolls plass werden zusammen mit dem Park Studenterlunden als ein Parkgürtel gezählt. Die beiden Anlagen gelten mitunter auch als Herzstück der Stadt Oslo, da sie die Verbindung zwischen wichtigen Institutionen wie dem Storting, dem Königsschloss und der Universität Oslo herstellen.

## Geschichte

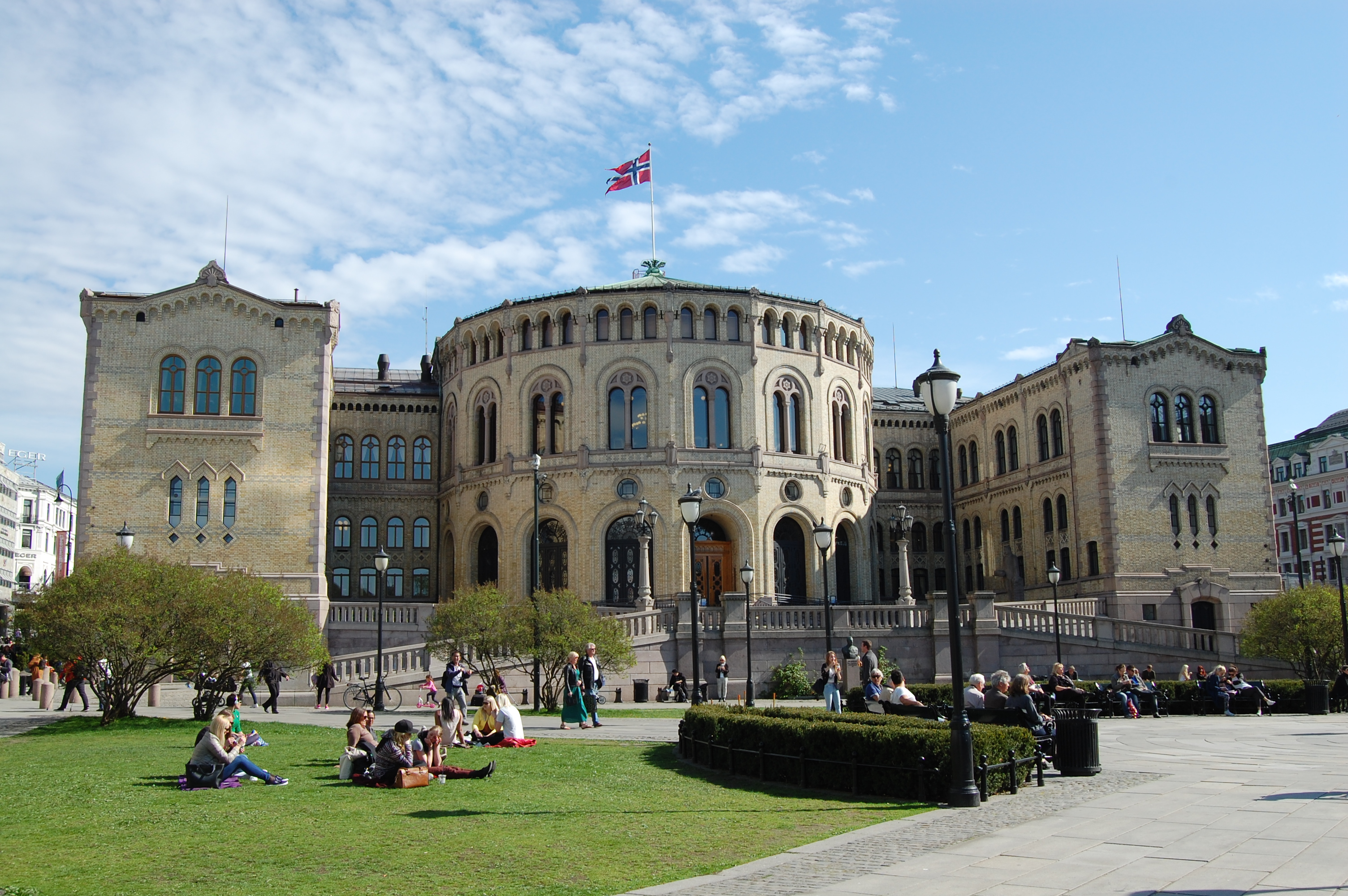
Blick auf das Stortingsgebäude

### Entstehung
Das Gebiet, auf dem heute der Platz liegt, gehörte ab 1818 dem Generalkonsul Andreas Grüning. Das Gebiet war moorig und wurde als Jagdgebiet genutzt. Nach Grünings Tod im Jahr 1842 wurde begonnen, die Fläche zu überarbeiten. Grünings Witwe verkaufte einen Teil des Grundbesitzes an die Bewohner der heutigen Karl Johans gate, die die Fläche in einen Park umwandelten. Dieser erhielt den Namen „Huseiertomten“. Die Bewohner übergaben den Park im Jahr 1858 an den Staat, wobei die Bedingung war, dass dort ohne die Zustimmung der Anwohner keine neuen Häuser gebaut werden dürften.
Nachdem man begann, das Stortingsgebäude zu erbauen, wurde 1864 der neue Name „Eidsvolls plass“ gewählt. Dieser leitete sich vom Ortsnamen Eidsvoll ab, wo im Jahr 1814 die norwegische Verfassung, die auch unter dem Namen Verfassung von Eidsvoll bekannt ist, verabschiedet wurde. Der Platz ging 1889 an die Kommune Oslo über.

### Während der deutschen Besetzung
In der Zeit der deutschen Besetzung Norwegens wurde im Jahr 1940 von den deutschen Besatzern auf dem Platz ein Pavilion errichtet, der für Propagandazwecke eingesetzt wurde. Es sollte zudem ein Kriegerdenkmal für die an der Ostfront gefallenen Soldaten errichtet werden. Diese Pläne wurden jedoch nie umgesetzt.

### Nach dem Zweiten Weltkrieg
Als man in den 1970er-Jahren unter dem Platz den Eisenbahntunnel Oslotunnel baute, wurde auch der Platz überarbeitet. Vor allem der westliche Abschnitt des Eidsvolls plass sowie der Park Studenterlunden wurden vom Architekturbüro Lund og Slaatto umgestaltet. Der Großteil der Arbeiten war im Jahr 1976 fertiggestellt. Unter anderem wurde versucht, das Innere des Eidsvolls plass durch die Pflanzung von Büschen vom Straßenverkehr abzuschirmen. Für das 100-Jahr-Jubiläum der Unionsauflösung zwischen Norwegen und Schweden wurden bis 2005 Erneuerungen am Eidsvolls plass vorgenommen. Im Jahr 2014 fand das 200-Jahr-Jubiläum der norwegischen Verfassung, die nach der Unabhängigkeit von Dänemark angefertigt worden war, statt. In der dänischen Hauptstadt Kopenhagen wurde im Zuge des Jubiläums der „Eidsvolls Plads“ eingeweiht. Bei der Einweihung am norwegischen Verfassungstag war neben dänischen Vertretern auch Ingjerd Schou, die damalige Vizepräsidentin des Stortings, anwesend.
Der Eidvolls plass wird heute für verschiedene Zwecke genutzt. Vor dem Stortingsgebäude finden etwa regelmäßig politische Veranstaltungen statt. Das Storting gibt an, dass dort jährlich im Schnitt über 300 politische Demonstrationen abgehalten werden. Im Herbst 1979 fand im Zuge des Alta-Konflikts auf dem Platz ein mehrtägiger Hungerstreik von Samen statt.

## Brunnen und Denkmäler

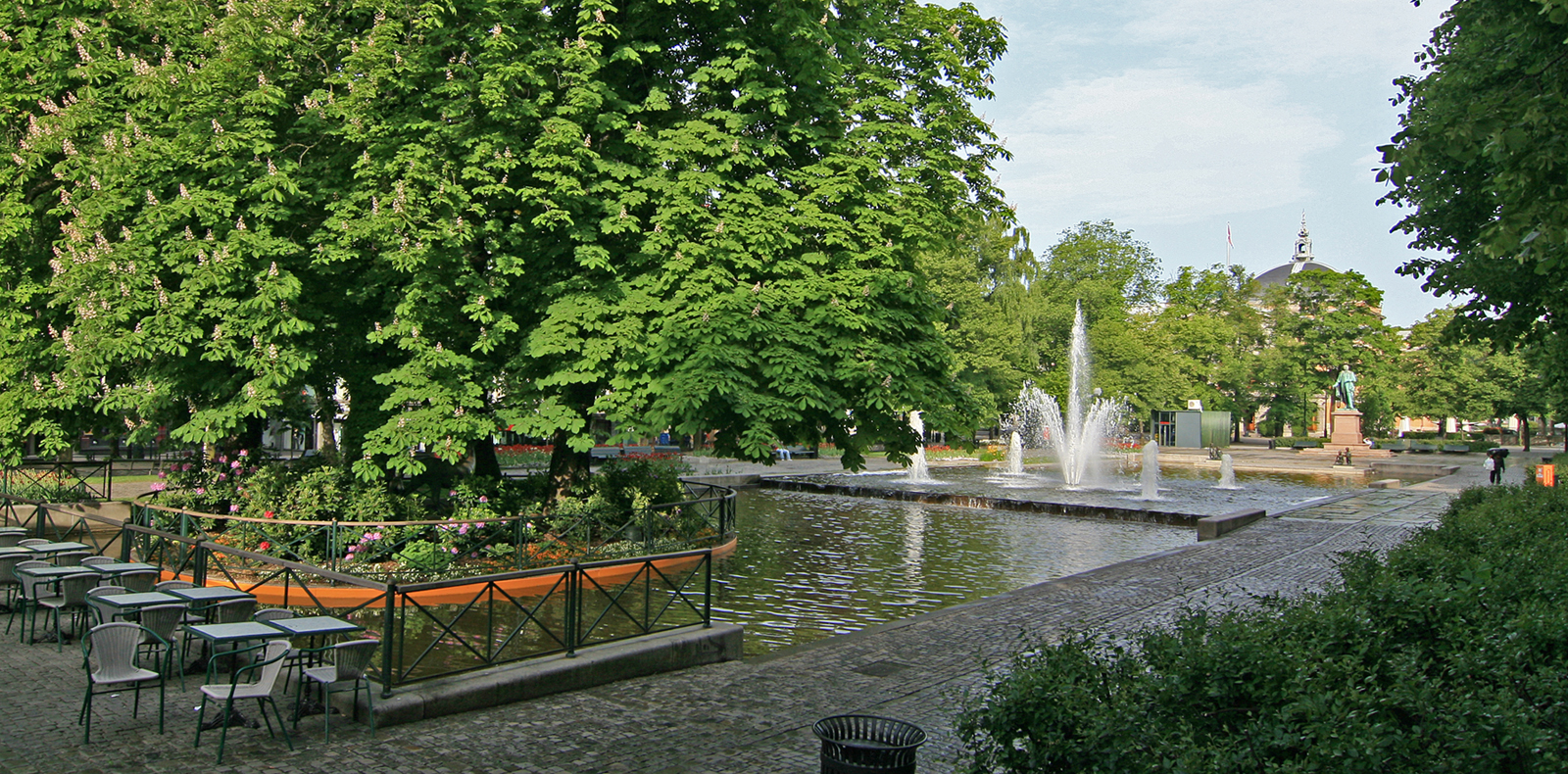
Spikersuppa

Eine vom norwegischen Bildhauer Brynjulf Bergslien geschaffenes Denkmal für den in Eidsvoll aufgewachsenen Dichter Henrik Wergeland wurde im Jahr 1881 auf dem Platz installiert. Im Jahr 1956 wurde ein Brunnenbecken mit Fontänen auf dem Platz angelegt. Die Anlage erhielt in Anlehnung an den Sponsor Christiania Spigerverk den Spitznamen „Spikersuppa“ (deutsch: „Nagelsuppe“). Eine Bronzeskulptur von Arne Vigeland, die zwei Hirsche darstellt, folgte im Jahr 1957. Sie wurde auf einer Insel im Brunnen platziert. Im Jahr darauf platzierte man weitere Bronzegruppen in Form von jeweils zwei spielenden Kindern in der Nähe des Brunnens. Die beiden Gruppen wurden von Arne Durban angefertigt. Über die Jahre hinweg kamen weitere Skulpturen hinzu, so unter anderem Denkmäler für Wilhelm Frimann Koren Christie, Johan Sverdrup und Carl Joachim Hambro.
Im Zuge der Überarbeitung des Platzes wurde in den 1970er-Jahren die Brunnenfläche vergrößert. Im Winter 1994 wurde darauf erstmals eine künstliche Eisbahn gebaut, die von der Kioskkette Narvesen finanziert wurde. Die Eisbahn wurde in der Folge auch unter dem Namen „Narvisen“ bekannt, eine Kombination aus dem Firmennamen und dem norwegischen Wort „is“ (deutsch: „Eis“).